# Letra de cambio

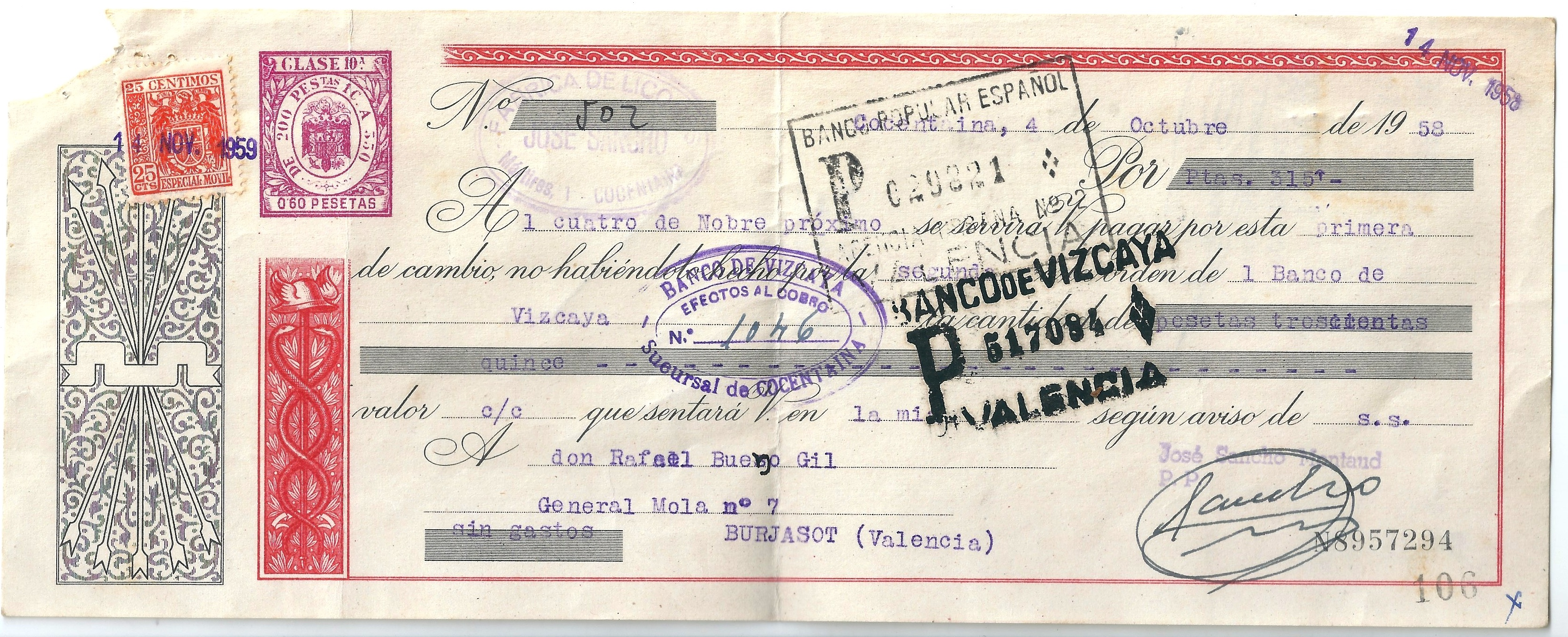
Ejemplo de letra de cambio de 1958

La letra de cambio (también conocida como giro) es un documento que garantiza que el deudor pagará al acreedor, o a otra persona autorizada, una cantidad de dinero, en una fecha y lugar específicos etc.

## Participantes

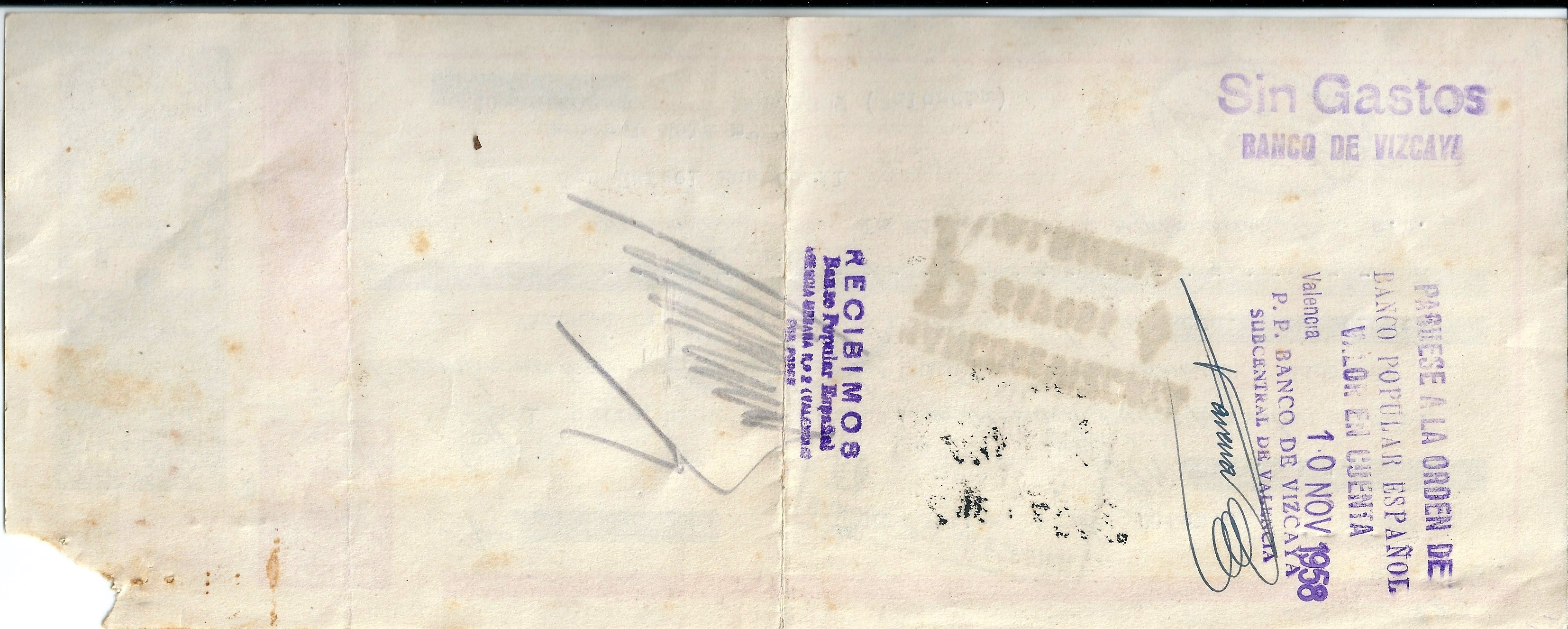
Dorso del mismo efecto, con diversas instrucciones y anotaciones

Es una orden escrita de una persona llamada librador a otra llamada librado para que pague al vencimiento una determinada cantidad de dinero a un tercero (beneficiario). Las personas que intervienen son:
- El librador: es quien elabora el documento y da la orden de pago.
- El librado: es quien acepta la orden de pago, firmando el documento, comprometiéndose a pagar al beneficiario. Se responsabiliza indicando en el documento el lugar o domicilio de pago para que el acreedor haga efectivo su cobro.
- El beneficiario o tomador: recibe la suma de dinero en el tiempo señalado.

Un monumento en Medina del Campo indica que la primera letra de cambio, fechada el 3 de julio de 1553 fue girada por Ginaldo Giovanni Battista Strozzi a Besançon;
 aunque hay constancia de otras letras anteriores firmadas en la misma Medina, cuyas famosas ferias se remontan a la Edad Media; como la firmada por Eduardo Escaja y Bernaldo de Grimaldo, genoveses de Sevilla, el 3 de noviembre de 1495. Aunque, también hay constancia de letras de cambio en el antiguo Egipto. Se supone que la primera del mundo fue firmada en Milán el 9 de marzo de 1325. En la Corona de Aragón existen también anteriores: una de 7 de septiembre de 1384, girada de Génova a Barcelona, donde se protestó y otra entre Valencia y Monzón (Huesca), por la que se giraron cien florines mediante un documento (lletra) fechado en 1371 o en 1376 (ambas fechas son posibles).

## Características
La letra posee un mandato de pagar una suma a terceros en moneda nacional o moneda admitida a cotización. La suma se debe expresar en números y en palabras, junto con la moneda en que se efectuará el pago. Si se paga en moneda extranjera, se debe indicar el día de pago el equivalente entre las monedas. Este requisito es lo que la distingue de los otros títulos de crédito.

### Nombre del girado
El documento debe contener los nombres y apellidos de la persona física o razón social que deberá pagar la obligación estipulada (girado). Si se posee algún error en el nombre, la letra de cambio queda nula.
Si son varias las personas que deben pagar la misma letra, esta se gira contra cualquiera de ellos.
El girado no es obligado, sino hasta que acepte la letra de cambio.

### Fecha del vencimiento
El vencimiento corresponde al día en que la letra debe ser pagada. El vencimiento debe ser una fecha posible y real. Existen cuatro tipos de vencimientos:
- Letras giradas a día fijo: vencen en el plazo establecido en la letra. Es la forma más usual de girar letras de cambio porque no hay incertidumbres en cuanto a determinar la oportunidad de pago incondicional.
- Letras libradas a la vista: Letra de cambio que será pagadera a su presentación. Deberá presentarse al pago dentro del año siguiente a la fecha en que fue librada. El librador podrá acortar este plazo o fijar uno más largo. Estos plazos podrán ser acortados por los endosantes. (Artículo 39 de la ley cambiaria y del cheque).
- Letras giradas a un plazo desde la fecha: vencen el día que se cumpla el plazo señalado. Son aquellas en donde se establece que el vencimiento se da un tiempo contado a partir de la fecha de la letra.
- Letras libradas a un plazo desde la vista: su vencimiento se determinará a un plazo desde la fecha de la aceptación o, en su defecto, por la del protesto o declaración equivalente y, a falta de protesto, el último día para llevarlo a cabo. La aceptación que no lleve fecha se considerará, siempre frente al aceptante, que ha sido puesta el último día del plazo señalado para su presentación a la aceptación. La letra se paga en el tiempo que se fije en la letra, contado a partir de la fecha en que la letra sea vista por el girado.

### Formas de girar la letra de cambio
- A la propia orden (a la orden del girador)

Cuando un sujeto crea la letra de cambio a favor de él mismo. Una persona debe pagarla al creador de la letra. 
- A cargo de tercera persona.

Cuando un sujeto crea la letra de cambio para que la pague una persona determinada a favor 
de otra persona. Intervienen tres sujetos: Creador de la letra, Girado (el que debe pagar la letra) 
y beneficiario (al que le deben pagar la letra) 
- A cargo del propio girador.

Cuando un sujeto crea la letra de cambio para pagarla el mismo a otra persona.

### Lugar de pago
La letra debe indicar el lugar en que se debe presentar la letra para pagar, pero si este falta, la letra se pagará en el lugar designado junto al nombre del librado.
Actualmente las Letras se domicilian para su cobro en las entidades bancarias, por lo que el lugar de pago es por domiciliación bancaria en la mayoría de las veces.

### Firmas en la letra de cambio
La firma de aceptación es obligatoria, ya que se presenta como prueba que la persona que acepta el cobro, por lo cual no se acepta la firma por estampado o mecánicos. También la firma quien libra la letra (girador) y puede estar avalada.

## El endoso de la letra de cambio
En la actualidad dejó de ser una cláusula accesoria e inseparable de la letra de cambio, en virtud de la cual el acreedor cambiario pone a otro en su lugar, transfiriéndole el título con efectos limitados. La letra puede transmitirse por endoso, y esta fue la finalidad inicial de la Letra de Cambio. El endoso debe de ser puro y simple. Toda condición se tendrá por no puesta. Esto según la última normatividad. 
- Endoso en Blanco: Se plasma la sola firma del endosante, y cualquier tenedor podrá llenar en endoso con su nombre o el de un tercero.
- Endoso en Propiedad: Transmite la propiedad del título de crédito y débito si la mercancía es legal al mismo día o a una persona.
- Endoso en Procuración o para el cobro: Confiere al endosatario las facultades de un mandatario con representación para cobrar el título judicial o extrajudicial.
- Endoso en Garantía: Constituye un derecho prendario sobre el título y conferirá al endosatario, además de los derechos de acreedor prendario, las facultades del endoso en procuración.

## Valuta
Expresa el motivo por el cual el girado se verá obligado a pagar. Es una cláusula innecesaria que se conserva por tradición, como reminiscencia de la época en que la letra de cambio era título concreto, documento probatorio de un contrato de cambio...

## Letra domiciliada
Ordinariamente se señala como lugar de pago el domicilio del girado, pero puede señalarse el domicilio o residencia de un tercero. Esto es lo que se conoce como letra domiciliada, cuyo pago deberá hacerse precisamente en el domicilio designado. Si el girador no ha establecido expresamente que el pago lo hará precisamente el girado, se entenderá que deberá pagar la letra el tercero cuyo domicilio ha sido designado como lugar de pago, y quien recibe el nombre de domiciliatario.
Clases de domiciliación:
La domiciliación puede ser propia o impropia.
- Propia: cuando además del diferente domicilio hay una persona específica (domiciliatario) diferente del girado para hacer efectivo el pago. El domiciliatario no es obligado dentro del nexo cambiario.
- Impropia: cuando el domicilio de pago es diferente del que posee el girado, pero el pago es realizado por él.

## Letra recomendada
Cualquier obligado en la letra puede indicar a una o varias personas, denominados recomendatarios, a quienes deberá exigirse la aceptación o el pago de la letra, en caso de que el girado se niegue a aceptar o a pagar. Esto es lo que se conoce como letra recomendada a la persona.

## Letra documentada
Esta modalidad existe cuando en el contexto del documento se insertan las cláusulas “Documento contra Aceptación” (D/a) o “Documento contra pago” (D/p). Cuando en una letra se observan estas cláusulas nos pone sobre aviso de que junto al título se acompañan documentos (conocimientos de embarque, cartas de porte, pólizas de seguro, etc.) que el tenedor de la letra no debe entregar al librado si este no acepta (D/a) o no paga (D/p) la obligación.

## Aceptación
La Aceptación de la letra de cambio es el acto por medio del cual el girado o librado estampa su firma en el documento, manifestando así la voluntad de obligarse cambiariamente a realizar el pago de la letra. Una vez aceptada la letra, el aceptante se convierte en el principal obligado, y se constituye en deudor cambiario de cualquier tenedor de la letra, incluso del mismo girador. En caso de que el librado no pague al vencimiento de la letra, se le podrá demandar por la vía cambiaria.

### Aceptación por intervención
Desde los primeros tiempos de la letra de cambio, se estableció la costumbre mercantil de que, si el girado negaba la aceptación, un tercero, llamado interventor, podría presentarse y aceptar, a fin de salvar la responsabilidad y el buen crédito de alguno o algunos de los obligados en la letra. Así surgió la figura jurídica de la aceptación por intervención, o por honor. Para que tenga lugar la intervención es necesario que la letra se proteste por falta de aceptación.

## La obligación cambiaria
Todo signatario se obliga cambiariamente, por estampar su firma sobre un título de crédito. La obligación cambiaria es autónoma, en el sentido de que es independiente la obligación de cada signatario, de toda otra obligación que conste en el título.
No todos los obligados se obligan de la misma forma: por un lado existe la obligación directa del girado o librado aceptante para con el tomador de la letra o el último tenedor de la misma (en caso de transmisión por endoso); por otro lado, existe la obligación de regreso del girador o librador y de los sucesivos endosatarios para con el último tenedor de la letra en caso de que el librado o girado no atienda el pago.
La realidad es que el obligado directo está obligado al pago de la letra, y el obligado indirecto “responde” de que la letra será pagada. El obligado cambiario es deudor cierto y actual de la prestación consignada en el título; el responsable es un deudor en potencia, cuya obligación no podrá actualizarse, sino cuando el tenedor haya acudido con el obligado directo a exigir el pago, y haya realizado los actos necesarios para que nazca la acción de regreso, esto es, para que la simple obligación en potencia se actualice.

## El aval
El aval es un acto jurídico cambiario, unilateral, completo y abstracto mediante el cual se garantiza el pago de la letra.
En concreto, artículo 35.1 de dicha norma dice que "el pago de una letra de cambio podrá garantizarse mediante aval, ya sea por la totalidad o por parte de su importe". En virtud del aval se garantiza en todo o en parte el pago de la letra de cambio.
- Aval general o total: en este caso el avalista se compromete –al igual que el avalado– a pagar toda la deuda.
- Aval parcial o limitado: aquí el avalista únicamente asume el pago de una parte de la deuda y no de su totalidad.[6]

La persona que realiza el pago se llama avalista; aquella por quien se presta el aval recibirá el nombre de avalado.
El avalista se convierte en deudor solidario junto con el avalado y su obligación es válida, aun cuando la obligación garantizada sea nula.

## El pago
El pago de la letra debe hacerse contra su entrega. Es esto una consecuencia de la incorporación; pero no quiere esto decir que el pago hecho sin recoger la letra no sea válido; y en caso de que así se hiciere, podría oponerse la correspondiente excepción de pago, como excepción personal, al tenedor ya pagado que pretendiera volver a cobrar la letra.
Si la letra es pagadera a la vista, deberá presentarse para su pago dentro de un término de un año a contar de la fecha de la letra, a no ser que el librador o girador hubiera establecido otro plazo.

### Pago parcial
El tenedor está obligado a recibir un pago parcial de la letra; pero retendrá la letra en su poder mientras no se le cubra íntegramente, anotará en el cuerpo de la misma los pagos parciales que reciba, y extenderá recibo por separado en cada caso. Conservando los derechos contra los demás obligados y contribuyentes al movimiento.

### Pago por intervención
Igual que la letra puede ser aceptada por intervención, puede también ser pagada en la misma forma por un interventor, que podrá ser un recomendatario, un obligado en la letra, el girado, o un tercero.

## Protesto
El protesto es un acto de naturaleza formal, que sirve para demostrar de manera auténtica, que la letra de cambio fue presentada oportunamente para su aceptación o para su pago.
Se practica el protesto por medio de un funcionario que tenga fe pública (fedatario público) y se levantará contra el girado o los recomendatarios, en caso de falta de aceptación, y en caso de protesto por falta de pago, contra el girado-aceptante o sus avalistas.
La sanción por la falta de protesto es la pérdida de la acción cambiaria de regreso.

## La acción cambiaria
Es la acción ejecutiva derivada de la letra de cambio. La acción cambiaria es directa o de regreso. Será directa cuando su fundamento sea una obligación cambiaria directa y de regreso cuando sirva para exigir una obligación cambiaria de regreso. Consecuentemente será directa contra el aceptante y sus avalistas y de regreso, contra todos los demás obligados de la letra. 
- Prescripción: la acción cambiaria directa prescribe en México y en España en tres años contados desde la fecha de vencimiento de la letra. La acción cambiaria de regreso prescribe en tres meses de la fecha de protesto (en España, en un año). Aunque existen otras causas que ocasionan la caducidad de la acción cambiaria de regreso como la falta de protesto.

- Contenido de la Acción Cambiaria: el tenedor puede reclamar: El importe de la letra; los intereses moratorios al tipo legal, desde el día del vencimiento; los gastos de protesto y de los demás gastos legítimos y; el premio de cambio entre la plaza en que debería haberse pagado la letra y la plaza en que se la haga efectiva, más los gastos de situación.

- Ejercicio de la Acción Cambiaria: El tenedor de la letra no atendida, puede exigir el pago de cualquiera de los obligados o de todos a la vez. Y lo puede hacer de cualquiera de las siguientes formas: girando letra de resaca o promoviendo.